# Eckernförder Harde
Die Eckernförder Harde (dänisch: Egernførde Herred, Ekernførde Herred) war eine Harde im Herzogtum Schleswig.

## Geschichte
Die Eckernförder Harde wurde 1853 gebildet. Sie umfasste die beiden Gutsdistrikte Schwansen und Dänischer Wohld mit 62 Gütern und entstand als Jurisdiktionsbezirk, nachdem die gutsherrliche Jurisdiktion der adligen Güter im Herzogtum Schleswig aufgehoben worden war.
Zum Gebiet der Harde gehörten folgende Kirchspielkreise:
- Kirchspiel Borby (teilweise)
- Kirchspiel Bünsdorf (teilweise)
- Kirchspiel Dänischenhagen (u. a. mit Christianspries und Holtenau)
- Kirchspiel Eckernförde (teilweise)
- Kirchspiel Gettorf
- Kirchspiel Karby (auch: Kirchspiel Schwansen)
- Kirchspiel Kosel (teilweise)
- Kirchspiel Krusendorf
- Kirchspiel Rieseby
- Kirchspiel Sehestedt (teilweise)
- Kirchspiel Sieseby
- Kirchspiel Waabs

Hardesvögte waren Graf Ludwig Frederik Henrik Brockenhuus-Schack (der auch 1856–1859 Eckernförder Bürgermeister war) von 1853 bis 1859 und Georg Gustav Christian von Zülow 1860–1867.
1867 wurde die Eckernförder Harde aufgelöst und der Kreis Eckernförde gebildet.